# التابعون

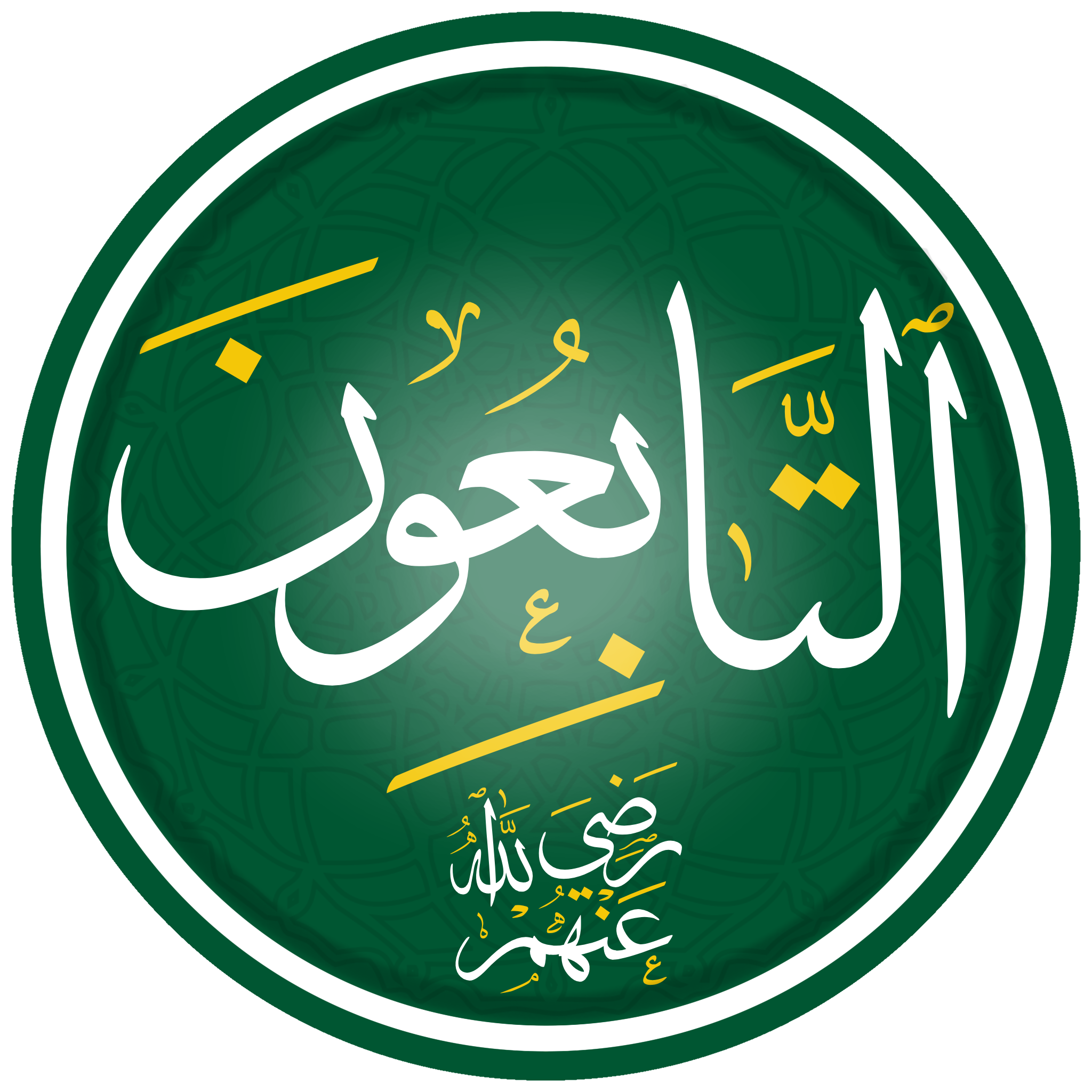
تخطيط اسم التَّابعون بخط الثُّلث ملحوقًا بالترضي عنهم:

التَّابِعُون في التاريخ الإسلامي هم شخصيات إسلامية لم تعاصر النبي محمد بن عبد الله، وعاشت في فترة لاحقة بعد وفاته (في القرن الأول والقرن الثاني الهجري) أو عاشت في فترته ولم تره وإنما كان إيمانها ودخولها للإسلام بعد وفاته، وكان لها دور ملحوظ في فترة حياتها فتعلمت الحديث من الصحابة وعلمته إلى غيرها وكانوا من الذين يتبعون سنن النبي محمد والصحابة.

## تعريف التابعين
التابعي: عند ابن حجر وهو من لقي صحابي كذلك. فالأول: المرفوع، والثاني: الموقوف، والثالث: المقطوع، ومن دون التابعي فيه مثله. ويقال للأخيرين: الأثر والمسند.

 
وعند ابن الصلاح التابعي من صحب الصحابي، (التابع بإحسان)، ويقال للواحد منهم تابع وتابعي. ويكفي فيه أن يسمع من الصحابي أو يلقاه، وإن لم توجد الصحبة العرفية. والاكتفاء في هذا بمجرد اللقاء والرؤية أقرب منه في الصحابي، نظراً إلى مقتضى اللفظين فيهما، والتابعي من صحب صحابيا ولا يكتفي بمجرد اللقي بخلاف الصحابي مع النبي محمد ﷺ فإنه يكتفى بذلك لشرف النبي وعلو منزلته فالاجتماع به يؤثر النور في القلب أضعاف ما يؤثره الاجتماع الطويل بالصحابي وغيره من الأخيار وأشار النبي إلى الصحابة والتابعين بقوله: 
«طوبى لمن رآني وطوبى لمن رآى من رآني»(*).
والتابعون هم الطبقة الثانية من المسلمين الذين أخذوا علمهم ودينهم من صحابة رسول الله ﷺ وقاموا خلفهم بحمل الرسالة والدعوة إليها وقد التف التابعون حول الصحابة يأخذون عنهم القرأن والحديث وينهلون من علوم الشرع على الصورة التي نقلوها لهم عن رسول الله وتتلمذوا على يد الصحابة بإقبال وشغف ومحبة ثم كان لهم الشرف في حمل ذلك ونشره وكان الصحابة قد تفرقوا في الأمصار وأشتهر في كل بلد عدد معين من التابعين وكانوا حلقة مهمة ومحكمة ومؤثرة بين الصحابة وجيل أئمة المذاهب وتلاميذهم ومن جاء بعدهم.

## فضلهم
- بحسب التفاسير فإنهم المقصودون من الآية القرآنية:[1] ﴿وَالسَّابِقُونَ الْأَوَّلُونَ مِنَ الْمُهَاجِرِينَ وَالْأَنْصَارِ وَالَّذِينَ اتَّبَعُوهُمْ بِإِحْسَانٍ رَضِيَ اللَّهُ عَنْهُمْ وَرَضُوا عَنْهُ وَأَعَدَّ لَهُمْ جَنَّاتٍ تَجْرِي تَحْتَهَا الْأَنْهَارُ خَالِدِينَ فِيهَا أَبَدًا ذَلِكَ الْفَوْزُ الْعَظِيمُ ۝١٠٠﴾ [التوبة:100]، وقد اشتملت الآية على أبلغ الثناء من الله على السابقين الأولين من المهاجرين والأنصار والتابعين لهم بإحسان، حيث أخبر الله أنه رضي عنهم ورضوا عنه بما أكرمهم به من جنات النعيم، وذكر محمد الأمين الشنقيطي أن الذين اتبعوا السابقين بإحسان يشاركونهم في الخير. قال حافظ الحكمي: «وقد رتب الله تعالى فيها الصحابة على منازلهم وتفاضلهم، ثم أردفهم بذكر التابعين في قوله تعالى: والذين جاؤوا من بعدهم».[2][3]
- يروي البخاري ومسلم عن عمران بن حصين يقول قال رسول الله: «خَيْرُ أُمَّتِي قَرْنِي ثُمَّ الَّذِينَ يَلُونَهُمْ ثُمَّ الَّذِينَ يَلُونَهُمْ. قَالَ عِمْرَانُ: فَلاَ أَدْرِي أَذَكَرَ بَعْدَ قَرْنِهِ قَرْنَيْنِ أَوْ ثَلاَثًا. ثُمَّ إِنَّ بَعْدَكُمْ قَوْمًا يَشْهَدُونَ وَلاَ يُسْتَشْهَدُونَ، وَيَخُونُونَ وَلاَ يُؤْتَمَنُونَ، وَيَنْذُرُونَ وَلاَ يَفُونَ، وَيَظْهَرُ فِيهِمُ السِّمَنُ». قال شرف الدين الطيبي: «يعني الصحابة ثم التابعين»، وقال الحافظ ابن حجر:[4] «والمراد بقرن النبي صلى الله عليه وسلم في هذا الحديث: الصحابة، وأما قرن التابعين فإن اعتبر من سنة مائة كان نحو سبعين أو ثمانين، وأما الذين بعدهم فإن اعتبر منها كان نحواً من خمسين».[2]
- خطب عمر بن الخطاب الناس فقال في خطبته: «إن رسول الله صلى الله عليه وسلم قام في مثل مقامي هذا فقال: «ألا أحسنوا إلى أصحابي، ثم الذين يلونهم، ثم الذين يلونهم».[2]

## تدوين الحديث
لم تشهد السنة النبوي في عهد الرسول وكبار الصحابة أي حركة للتدوين الرسمي كما دون القرآن، ولم يأمر النبي أصحابه بذلك، وانقضى عصر الصحابة ولم يدون من السنة إلا القليل، حتى جاء الخليفة عمر بن عبد العزيز فأمر بجمع الحديث لدواع اقتضت ذلك، بعد حفظ الأمة للقرآن، وأمنها عليه أن يشتبه بغيره من السنن. بعد أن تلقى التابعون علومهم على يدي الصحابة، وخالطوهم وعرفوا كل شيء عنهم، بدأت مرحلة تدوين الحديث، روي عن أبي قلابة قال: «خرج علينا عمر بن عبد العزيز لصلاة الظهر ومعه قرطاس، ثم خرج علينا لصلاة العصر وهو معه، فقلت له: يا أمير المؤمنين، ما هذا الكتاب، قال: حديث حدثني به عون بن عبد الله فأعجبني فكتبته». وبهذا بدأ تدوين وكتابة الحديث من قبل التابعين، ومنهم أكابرهم سعيد بن جبير والحسن البصري، وروي أن هشام بن عبد الملك طلب من عامله أن يسأل التابعي رجاء بن حيوة عن حديث، فيقول رجاء: «فكنت قد نسيته لولا أنه كان عندي مكتوباً»، وكان عطاء بن أبي رباح يكتب لنفسه ويأمر ابنه أحياناً أن يكتب له، وكان طلابه يكتبون بين يديه، وقد بالغ في حض طلابه على التعلم والكتابة، وعن أبي حكيم الهمداني قال: «كنت عند عطاء بن أبي رباح ونحن غلمان، فقال: يا غلمان، تعالوا اكتبوا، فمن كان منكم لا يحسن كتبنا له، ومن لم يكن معه قرطاس أعطيناه من عندنا». فنشطت الحركة العلمية وازدادت معها الكتابة والقراءة على العلماء، روى عن الوليد بن أبي السائب قال: «رأيت مكحولاً ونافعاً وعطاء تقرأ عليهم الأحاديث، وكثرت الصحف المدونة، حتى إن خالد الكلاعي جعل علمه في مصحف له أزرار وعرا».

## تدريس الحديث
لم يكتف عمر بن عبد العزيز بالأمر بجمع السنة بل حث العلماء على نشرها في المساجد، روى البخاري أن عمر بن عبد العزيز كتب إلى أبي بكر بن حزم يقول: «ولتُفشوا العلم، ولتجلسوا حتى يُعلَّم من لا يَعلمُ، فإن العلم لا يهلك حتى يكون سراً». وعقدت حلقات تدريس الحديث الشريف في مساجد المدن الإسلامية، وجلس المحدثون لتدريس الناس ورواية الأحاديث لهم. وشهد عهد التابعين جهوداً علمية كبيرة في رواية السنة ونشرها بين الناس في صحف كتبوا فيها أحاديثهم التي سمعوها من صحابة رسول الله، وانتشرت كتابة الحديث في جيل التابعين على نطاق أوسع مما كان في زمن الصحابة، إذ أصبحت الكتاب ملازمة لحلقات العلم المنتشرة في الأمصار الإسلامية آنذاك.
الكتب المدونة في عصر التابعين يفوق الحصر، وقد ذكر الدكتور محمد مصطفى الأعظمي عدداً كبيراً منها:
- صحيفة أو صحف سعيد بن جبير تلميذ ابن عباس.
- صحيفة بشير بن نهيك كتبها عن أبي هريرة وغيره.
- صحف مجاهد بن جبر تلميذ ابن عباس.
- صحيفة أبي الزبير محمد بن مسلم بن تدرس المكي تلميذ جابر بن عبد الله، يروي نسخة عنه وعن غيره.
- صحيفة زيد بن أبي أنيسة الرهاوي.
- صحيفة أبي قلابة التي أوصى بها عند موته أيوب السختياني.
- صحيفة أيوب بن أبي تميمة السختياني.
- صحيفة هشام بن عروة بن الزبير.
- صحيفة همام بن منبه، عن أبي هريرة رضي الله عنه.

## هامش
*: قال الذهبي عن الحديث أن فيه يغنم بن سالم، وذكر من جرحه. المصدر: ميزان الاعتدال في نقد الرجال، ج 4، ص 459.